# Almroth Wright
Sir Almroth Edward Wright, Ordine dell'Impero Britannico, Ordine del Bagno (Middleton Tyas, 10 agosto 1861 – Farnham Common, 30 aprile 1947), è stato un batteriologo e immunologo britannico.
È conosciuto per lo sviluppo della vaccinazione attraverso l'uso dei vaccini autogeni (preparati dai batteri ospitati dal paziente) ed anche attraverso la vaccinazione anti tifo con i batteri del ceppo salmonella typhi uccisi dal calore.

## Biografia

### Primi anni
Almroth Wright nacque nel 1861, figlio di un ministro presbiteriano e di una donna svedese, figlia a sua volta di Nils Wilhelm Almroth, professore di chimica organica a Stoccolma. Dotato fin da giovane di un grande spirito di indipendenza, era tuttavia amatissimo dalla madre. Poiché l'attività del padre lo aveva portato in diverse città europee come Dresda, Boulogne e Belfast, il giovane Almroth ebbe degli ottimi insegnamenti privati durante i quali sviluppò uno spiccato amore per la letteratura e soprattutto per la poesia. Amava infatti imparare a memoria numerosi passi dei più grandi poeti, non solo inglesi. Sembrava dunque essere avviato verso una carriera letteraria, ma quando consultò il suo professore di letteratura, questi gli consigliò di studiare medicina, poiché l'esperienza acquisita con la pratica medica sarebbe potuta essere in futuro una preziosa fonte di spunti per l'arte della scrittura. Intrapreso lo studio della medicina, viaggiò molto per conoscere anche le professionalità straniere, soprattutto in Francia e in Germania, dove strinse molte amicizie.

### Inizio della ricerca e lavoro nell'esercito
Dopo essere andato in Australia, dove insegnò a Sydney, scelse come suo campo la ricerca scientifica. In quel periodo difatti la medicina aveva subito una radicale trasformazione che consentì ad essa di trasformarsi definitivamente in scienza, soprattutto grazie a grandi studiosi come Jenner, Pasteur, Koch, Semmelweiss, Lister. Le loro scoperte nel campo dei vaccini e della batteriologia spinsero Wright a dedicarsi a questa specialità. Egli intanto ebbe assegnata nel 1891 la cattedra di patologia presso la Scuola di medicina dell'esercito britannico, nell'ospedale di Netley, dove entrò ben presto in contrapposizione con le autorità mediche militari. Le insofferenze verso Wright si manifestarono soprattutto dopo che Wright si dedicò nel 1895 allo studio del tifo, che allora era una malattia letale. In seguito all'esempio di Chantemesse e Widal, che vaccinarono animali contro il tifo, Wright tentò la vaccinazione umana, che iniziò nel 1898. Tuttavia nonostante i favorevoli risultati sui soldati testati, i medici dell'esercito erano scettici, permettendo a Wright di vaccinare, durante la Seconda guerra boera, solo i volontari, che furono un numero esiguo.

### Inoculation Department e potere opsonico
In seguito a questo insuccesso Wright si dimise dal suo ruolo, finché fu nominato nel 1902 professore di patologia al Saint Mary Hospital di Londra. Inizialmente si dedicò all'insegnamento dell'anatomia patologica, dell'istologia e della batteriologia. Però poco dopo studiò solo il suo vero interesse, l'immunologia, tanto che creò al Saint Mary l'Inoculation Department (Servizio d'Inoculazione). In questo campo egli era arrivato alla convinzione che tutte le malattie, nessuna esclusa, potessero essere guarite attraverso la sola immunizzazione, attraverso la quale i limiti della medicina potevano essere superati. Intanto c'erano due teorie contrastanti tra loro nell'ambito delle difese naturali dell'organismo contro gli agenti patogeni: la teoria cellulare e quella umorale. La prima era sostenuta dallo studioso di origine russa Metchnikoff, che lavorava presso l'Istituto Pasteur. Egli vide che gli organismi naturali, se invasi da qualsiasi corpo estraneo, provvedono a distruggerlo velocemente, attraverso delle cellule speciali, i fagociti, che annientano le cellule estranee mediante enzimi digestivi, formando così il pus. In antitesi con la teoria cellulare si poneva invece la teoria umorale, sostenuta dagli studiosi tedeschi, che invece attribuiva questo compito agli umori del sangue, e in particolar modo al siero. Wright, che era amico tanto di Metchinkoff che di molti studiosi tedeschi, tentò di conciliare le due posizioni, sostenendone una intermedia, che prevedeva l'azione degli anticorpi nel siero, i quali "preparano" i microbi all'attacco dei fagociti. Continuando dunque la ricerca al laboratorio del Saint Mary, chiamò questa proprietà del sangue data dall'opsonina con l'intervento degli anticorpi potere opsonico, nome che lui stesso, da buon letterato, ricavò dal greco, "opsonô", preparare il cibo. Attraverso la misura dell'indice opsonico (rapporto tra il potere opsonico del sangue del soggetto in esame e quello di un soggetto normale, preso come unità), si prospettava la possibilità di diagnosticare la maggior parte delle infezioni e di addirittura poter attuare un intervento basato non sul vaccino preventivo, ma su quello terapeutico (in realtà più avanti lo stesso Wright tornò sulle sue posizioni). Inoltre in questo periodo Wright divenne piuttosto popolare, non solo all'interno del Inoculation Department, dove organizzava dei tè di cui era assoluto mattatore, ma anche presso eminenti personaggi del Regno, tanto che fu fatto cavaliere, assumendo il titolo di Sir. Stabilì inoltre una conoscenza, non priva di rivalità, con il celebre scrittore e drammaturgo irlandese Bernard Shaw, che come altri personaggi illustri, di tanto in tanto faceva visita al lab di Wright. Shaw addirittura traspose la persona di Wright nel suo dramma Il dilemma del dottore, nei panni del medico Sir Colenso Ridgeon.

### Wright e Fleming: la Grande Guerra
Tuttavia nel 1906 un altro personaggio celebre, ma solo in futuro, si era unito al gruppo di ricerca dell'Inoculation Department, e questi era Alexander Fleming, lo scopritore della penicillina. L'avvento di Fleming fu fortemente caldeggiato dal dottor John Freeman, assistente e figlio in scienza di Wright, anche perché Fleming, come lui, era un eccellente tiratore. Wright iniziò comunque ad apprezzare molto Fleming, soprattutto per la sua abilità tecnica. Il giovane ricercatore scozzese, difatti, riusciva spesso a dimostrare attraverso evidenze sperimentali le teorie del suo "maestro", che non sempre erano ben viste dalla comunità scientifica britannica. Wright non considerava realmente utili gli studi che si stavano facendo in quel periodo sull'azione dei farmaci, in particolar modo sugli antisettici (l'esempio più lampante è quello di Paul Ehrlich e del salvarsan). Secondo lui la chemioterapia, come chiamava la farmacoterapia per la maggiore attinenza etimologica del termine, non poteva essere il rimedio alle malattie infettive, ma occorreva stimolare le difese naturali dell'uomo ad agire efficacemente contro gli agenti patogeni attraverso la vaccinazione preventiva e terapeutica. Wright, insieme a Fleming, ebbe l'occasione di dimostrare l'inefficacia degli antisettici allora disponibili durante la prima guerra mondiale. Il governo britannico infatti, insieme alle truppe mobilitò anche numerosi medici per assistere la campagna dell'Intesa in Europa, per questo Wright (che fu nominato colonnello) e i suoi collaboratori andarono in Francia per fare ricerca sulle ferite di guerra, e stabilirono la loro base a Boulogne-sur-Mer. Qui Wright e i suoi constatarono che le tecniche introdotte da Lister, così utili nella sterilizzazione mediante antisettici nell'intervento chirurgico, si dimostravano totalmente inefficaci nei casi gravi di ferita da guerra. Il rinnovato potere delle armi da fuoco portato sui campi di battaglia della Grande Guerra era infatti tale da provocare lesioni così profonde e piene di anfratti che gli antisettici non riuscivano a uccidere tutti i batteri infettivi, che continuavano a riprodursi nel ferito. Grazie soprattutto alla maestria tecnica di Fleming, Wright riuscì a dimostrare che molto più efficace era l'utilizzo di soluzioni saline ipertoniche, che permettono un flusso continuo di leucociti nella zona infetta, dove le difese dell'organismo, se reclutate in gran numero, avrebbero distrutto gli invasori. Anche questa volta però, la comunità scientifica britannica vedeva troppo rivoluzionarie le idee di Wright, sebbene queste furono poi messe in pratica da molti chirurghi. Lo studioso comunque non poté compiere altri studi poiché la fine della guerra (Wright fu smobilitato nel 1919) interruppe l'esperienza al fronte.

### Ultimi anni
Nonostante le intuizioni del gruppo di Wright, la sua credibilità non arrivò mai ai livelli raggiunti in seguito dal suo allievo Fleming, anzi la sua parabola affrontò dopo la guerra la fase discendente. Sconfitto infine dall'evidente successo della farmacoterapia, che si affermò come principale avversario dei microbi patogeni, Wright dovette anche subire il "tradimento" di Fleming, che divenne immortale proprio per la scoperta della penicillina, che opportunamente depurata divenne la nuova panacea. Wright comunque restò inflessibile sulle sue posizioni, che oggi sono state rivalutate (ad esempio in riviste come Scientific American), fino alla morte, nel 1947. Indimenticabile il ritratto che ne fece André Maurois ne La vita di Sir Alexander Fleming: consegnò alla memoria collettiva l'immagine di un ironico saggista di gusto swiftiano nelle battute. 

## Misoginia di Wright
Tra le altre, Wright si distinse per la sua misoginia. Immancabilmente, durante i tè al lab, sottolineava la presunta inferiorità dell'intelligenza femminile, incapace di raggiungere le vette di quella maschile. Detrattore delle suffragette, scrisse persino un saggio a tal proposito, The Unexpurgated Case against Woman Suffrage (1913). A causa di queste convinzioni, tenne sua moglie e la sua famiglia lontani dal laboratorio, in campagna, ritenendo che la presenza femminile distraeva dal lavoro.

## Opere
- The Unexpurgated Case against Woman Suffrage (1913)
- Pathology and Treatment of War Wounds (1942)
- Researches in Clinical Physiology (1943)
- Studies on Immunization (2 vol., 1943–44)